# Qizijia
Qizijia (kinesiska: 七子浃, 七子浃乡) är en socken i Kina. Den ligger i provinsen Hunan, i den södra delen av landet, omkring 110 kilometer nordväst om provinshuvudstaden Changsha.
Genomsnittlig årsnederbörd är 1 683 millimeter. Den regnigaste månaden är maj, med i genomsnitt 292 mm nederbörd, och den torraste är december, med 45 mm nederbörd.